# Försterstäbchen
Das Försterstäbchen ist ein Hilfsmittel zur Messung bzw. Schätzung von Baumhöhen (siehe Höhenmessung).
Es kann mit sehr einfachen Mittel gefertigt werden und benötigt kaum Kenntnisse in Mathematik. Es war bei Waldarbeitern beliebt und ist ein fast vergessenes Messgerät.
Nachteilig ist neben der Ungenauigkeit, dass stets ein „Messgehilfe“ mit einem Maßstab, meist einem Gliedermaßstab und eventuell einem Stück Kreide benötigt wird.
Das Försterstäbchen bedient sich der Überlegung, 1/11 der scheinbaren Baumhöhe zu ermitteln, diese am Baum zu markieren, zu messen und durch Multiplikation mit 11 in die tatsächliche Baumhöhe umzurechnen.
Das Stäbchen besteht aus einer Leiste oder Ähnlichem, die 11 Basiseinheiten lang ist und bei der die Strecke einer Basiseinheit markiert ist. Beträgt die Basiseinheit z. B. 5 cm, ist das Stäbchen 55 cm lang und trägt eine Markierung bei 5 cm.
Durch die Gesetze der Perspektive erscheint ein Gegenstand umso kleiner, je weiter der Beobachter von diesem Gegenstand entfernt ist. So ist es möglich, die Höhe eines Baumes in die Länge des am ausgestreckten Arm senkrecht gehaltenen Stäbchens „einzupassen“, wenn man sich weit genug entfernt. Dabei ist die Markierung am unteren Ende des Stäbchens vorzusehen.
Der Messgehilfe wird durch Zurufe eingewiesen, am Baumstamm eine Markierung anzubringen (oder dort die Hand/einen Finger anzuhalten), wo aus Sicht des Messenden die Markierung zu sehen ist.
Wird diese Höhe am Stamm mit 11 multipliziert, so erhält der Messende die ungefähre Baumhöhe.